# Ivo Hélory

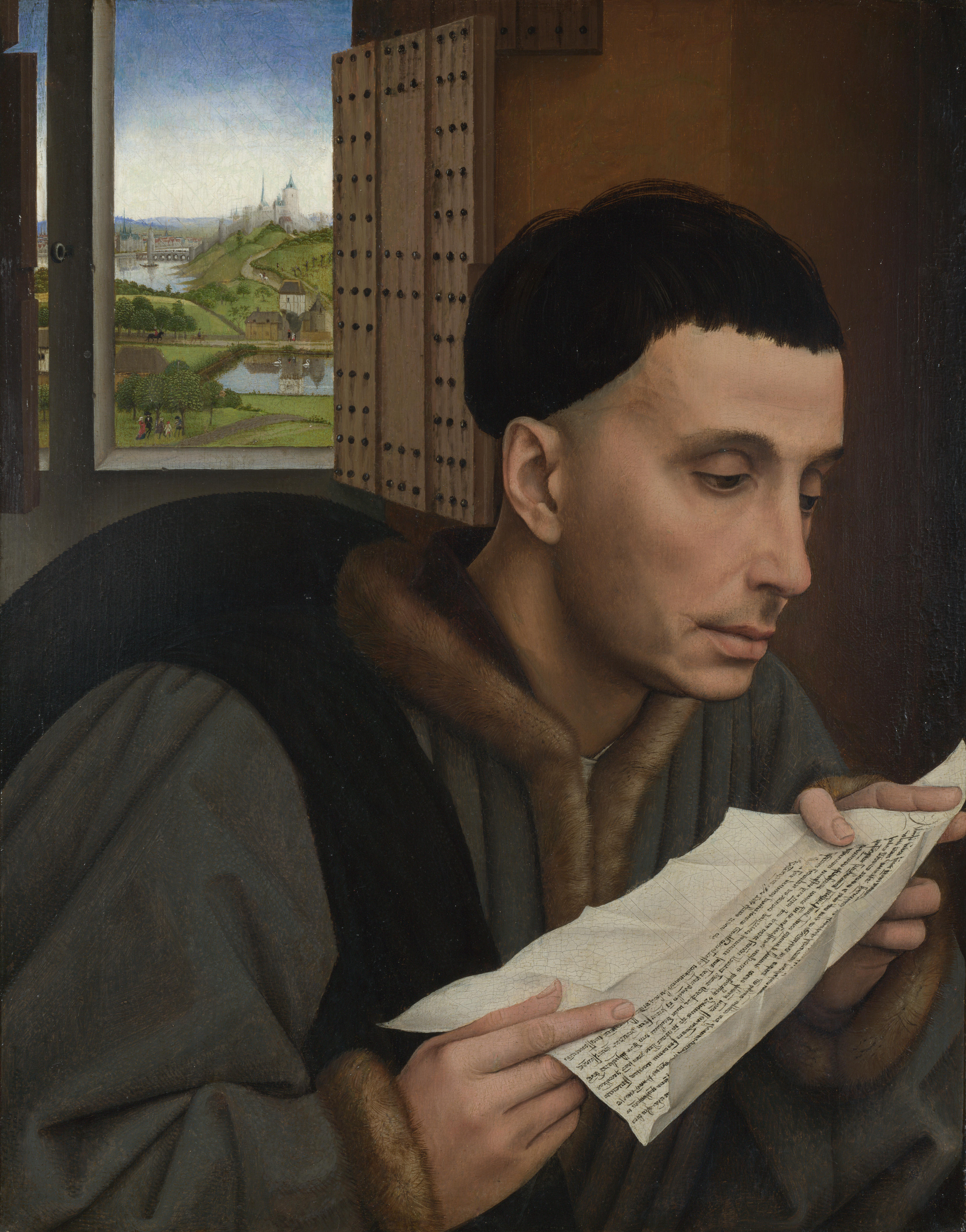
Ivo Hélory, schilderij van Rogier van der Weyden

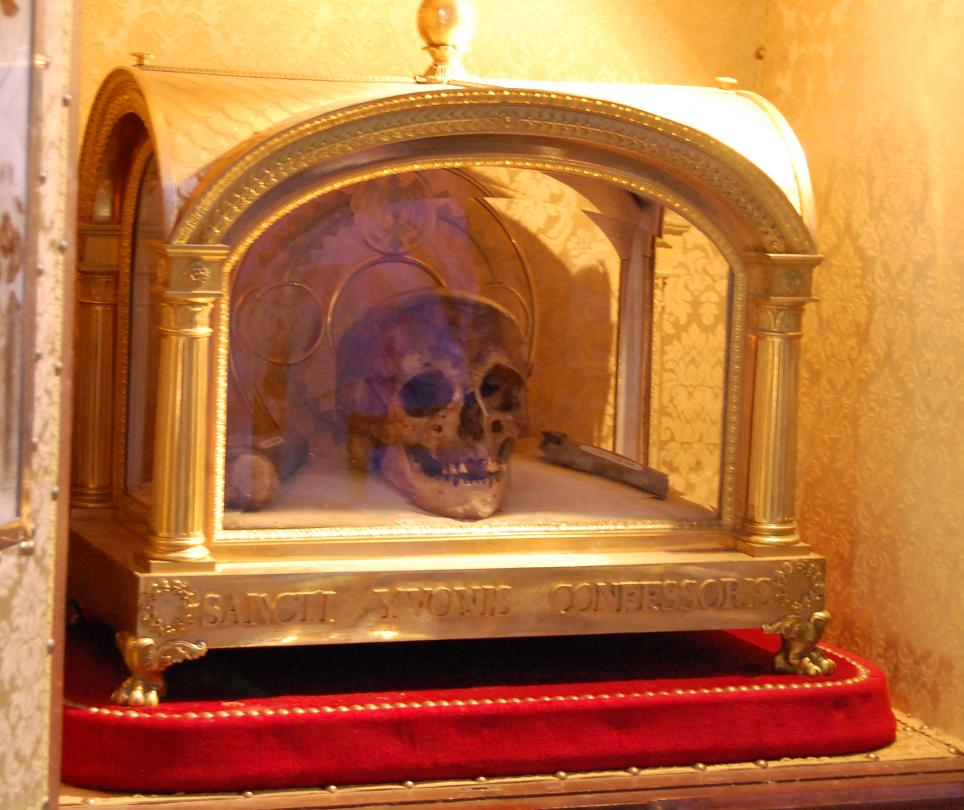
Schedel van St. Yves

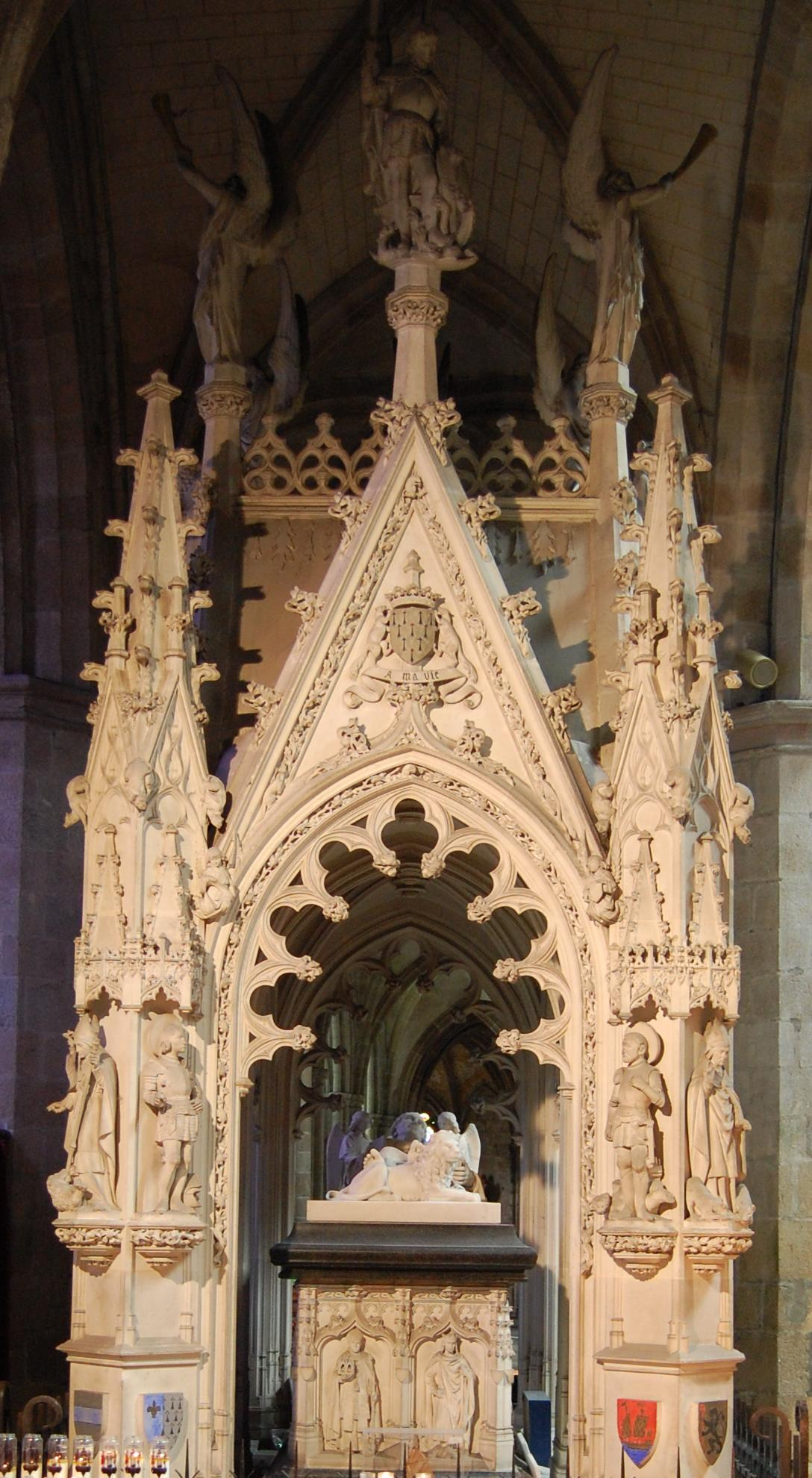
Praalgraf

Ivo Hélory (St Yves Tréguier) (Tréguier, 17 oktober 1253 - Louannec, 19 mei 1303) was een Bretonse heilige. Hij wordt ook Yves genoemd. Als benaming komt men ook Ivo van Bretagne, Yves de Tréguier en Yves van Kermartin tegen. In het Bretons wordt hij Erwan Helouri a Gervarzhin genoemd, maar in sommige gebieden binnen Bretagne heet hij Iwan, Youenn of Eozen. Hij is de patroonheilige van de juristen en van Bretagne.
Hij studeerde canoniek recht aan de Sorbonne en nadien Romeins recht te Orléans. Ivo was priester in het bisdom Tréguier waar hij de functie van officiaal, kerkelijk rechter, bekleedde. In die rol nam hij het op voor de armen. Hij werd in 1347 heilig verklaard door paus Clemens VI. In Rome is de kerk Sant'Ivo alla Sapienza aan hem gewijd. Zijn kerkelijke feestdag is 19 mei.
- Biblioteca Nacional de España: XX1185159
- Bibliothèque nationale de France: cb11964597n (data)
- Catàleg d'autoritats de noms i títols de Catalunya: 981058614552606706
- Gemeinsame Normdatei: 119075636
- International Standard Name Identifier: 0000 0001 2119 7998
- Library of Congress Control Number: n82029211
- Nationale Bibliotheek van Tsjechië: js20020225022
- Nationale Bibliotheek van Israël: 987007445061005171
- Nationale Bibliotheek van Polen: a0000001668753
- Nederlandse Thesaurus van Auteursnamen: 088013650
- Système universitaire de documentation: 027649008
- Virtual International Authority File: 8189650
- WorldCat: E39PBJckQd6CJxdb4yJ3WK6qcP